# Estación Diego Gaynor
Diego Gaynor es una estación ferroviaria ubicada en la pequeña localidad rural del mismo nombre, partido de Exaltación de la Cruz, Provincia de Buenos Aires, Argentina.

## Servicios
El ramal dejó de brindar servicios de pasajeros desde 1992. Actualmente es operada por el NCA (Nuevo Central Argentino) pero los trenes de cargas no corren.
La estación se encuentra en muy buenas condiciones. Existen gestiones del Ministerio de Transporte de la Nación para recuperar el tramo entre Capilla del Señor y San Antonio de Areco, para su reactivación luego de 29 años sin servicio.
En julio de 2021 fue confirmado el regreso del tren a la Estación Diego Gaynor en lo que va a ser la vuelta del tren a San Antonio de Areco.
El 4 de agosto de 2021 llegó el primer tren de prueba a la estación para la rehabilitación de la misma y la extensión del ramal a San Antonio de Areco.
El día 20 de julio de 2022, esta estación fue una parada intermedia del viaje de prueba o "marcha blanca" que se realizó hacia la nueva cabecera del servicio, que será San Antonio de Areco.Sin embargo, a la finalización de la respectiva gestión de la empresa, el mismo no había sido restablecido.

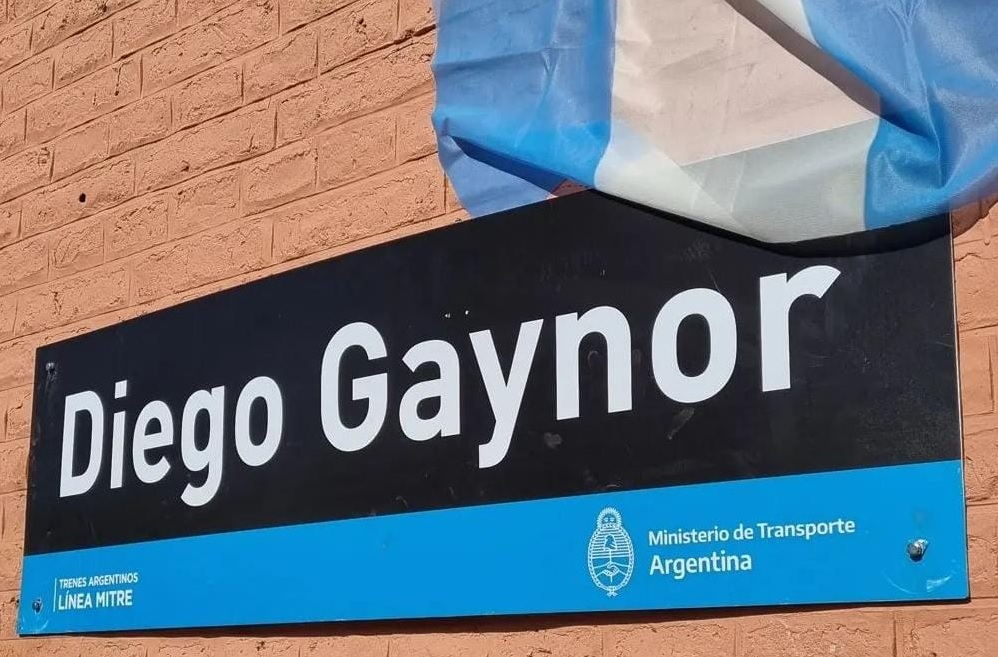
Cartel de la estación Diego Gaynor

## Historia y toponimia
La estación Diego Gaynor, en el trazado ferroviario del FC Central Argentino, luego Mitre, que iba desde Retiro hacia Córdoba, surgió como consecuencia de la donación de tierras realizada por la señora Elena Gaynor de Duggan en memoria de su padre don Diego Gaynor cuyo nombre se dio a la nueva estación. Esa donación fue realizada el 31 de diciembre de 1894.
Así surgió la estación y luego el pueblo del mismo nombre alrededor de la estación.
Diego Gaynor fue un pionero irlandés, cuya estancia llegaba hasta el lugar donde se levanta la estación. Habría introducido el alambrado en los pagos de la Cañada de la Cruz.